# Міжнародна автомобільна федерація
Міжнаро́дна Автомобі́льна Федера́ція (фр. Fédération Internationale de l'Automobile скорочено — FIA або укр. ФІА) — міжнародна неприбуткова організація, яка була створена 20 червня 1904 року для репрезентування інтересів власників автомобілів та організацій таких власників.

## Структура ФІА
ФІА, як самоврядна організація, має структуру, що складається з керівних та виконавчих органів, які керують поточною діяльністю федерації, розробляють стратегію розвитку, нормативні документи та контролюють організаційну та фінансову діяльність підрозділів та членів ФІА. Всі виконавчі органи та посадові особи підзвітні Генеральній Асамблеї ФІА. Найважливішими органами та підрозділами федерації є:
- Генеральна Асамблея ФІА
- Президент ФІА
- 2 віце-президенти (за напрямками Спорт і Автомобілі та Мобільність, включаючи туризм)
- Всесвітня Рада з Моторного Спорту (WMSC — англ. The World Motor Sport Council)
- Всесвітня Рада з Автомобілізму, Мобільності та Туризму (WCAMT — англ. The World Council for Automobile, Mobility and Tourism)
- Сенат ФІА
- Комісії ФІА
- Секретаріат ФІА
- Міжнародний Апеляційний суд ФІА та його секретаріат

Практично структура ФІА складається з двох вертикалей "Віце-президент — Всесвітня Рада — Комісії"  (одна опікується автоспортом, друга — рештою автомобільних проблем крім автоспорту), діяльність яких контролюється та координується президентом, сенатом та секретаріатом. Міжнародний Апеляційний суд ФІА є незалежним органом федерації, який підзвітний тільки Генеральній Асамблеї.

### Генеральна Асамблея ФІА
Найвищим органом ФІА є Генеральна Асамблея. Генеральна асамблея складається з президентів або делегатів від автомобільних клубів та національних автоспортивних федерацій чи інших національних органів спортивної влади, які є членами ФІА. Генеральна Асамблея скликається щорічно для затвердження звітів та пропозицій виконавчих органів ФІА (Всесвітніх Рад, комітетів, комісій та ін.)

## Члени ФІА за країнами
Членами ФІА на січень 2009 року було 222 громадських автомобільних організацій, які представляють 127 країн світу.
Кожну країну в ФІА представляє як мінімум одна організація, яка має статус національної автоспортивної влади (англ. National Sporting Authority), здебільшого органами такої влади є національні федерації автоспорту. Для прикладу, в Україні таким органом є ФАУ. Історично склалося так, що деякі країни представлені в ФІА крім того також авторитетними автоклубами.

### Азія
У ФІА представлено 37 країн Азії:
| - Азербайджан - Бахрейн - Бангладеш — 2 організації - Вірменія — 2 організації - Гонконг — 2 організації - Грузія — 2 організації - Ємен - Ізраїль - Індія — 3 організації - Індонезія - Ірак - Іран — 2 організації - Йорданія | - Казахстан - Катар — 2 організації - Кіпр - КНР — 2 організації - Кувейт — 2 організації - Ліван - Макао - Малайзія - Монголія - ОАЕ - Оман - Пакистан — 2 організації | - Палестина - Південна Корея — 2 організації - Тайвань — 2 організації - Росія — 4 організації - Саудівська Аравія — 3 організації - Сінгапур — 2 організації - Сирія — 2 організації - Таїланд - Туреччина — 3 організації - Філіппіни - Шрі-Ланка — 2 організації - Японія |

### Африка
У ФІА представлено 26 країн Африки:
| - Алжир — 3 організації - Ботсвана - Бурунді - Замбія - Зімбабве — 2 організації - Єгипет — 2 організації - Еритрея - Ефіопія - Кенія — 2 організації | - Республіка Конго — 4 організації - Кот-д'Івуар - Лівія - Маврикій - Мавританія - Мадагаскар - Марокко — 2 організації - Мозамбік - Намібія — 2 організації | - Нігерія - ПАР — 2 організації - Руанда - Сенегал - Судан — 2 організації - Танзанія - Туніс — 2 організації - Уганда — 2 організації |

### Європа
У ФІА представлено 44 країни від Європи:
| - Австрія — 2 організації - Албанія - Андорра - Бельгія — 2 організації - Білорусь — 2 організації - Болгарія — 2 організації - Боснія і Герцеговина - Ватикан - Велика Британія — 7 орґанізацій - Греція — 2 організації - Данія — 2 організації - Естонія — 2 організації - Ірландія — 2 організації - Ісландія — 2 організації - Іспанія — 3 організації | - Італія — 2 організації - Латвія — 2 організації - Ліхтенштейн - Литва — 3 організації - Люксембург — 2 організації - Північна Македонія - Мальта — 2 організації - Молдова — 2 організації - Монако - Нідерланди — 3 організації - Німеччина — 4 організації - Норвегія — 2 організації - Польща - Португалія — 3 організації - Росія — 4 організації | - Румунія - Сан-Марино - Сербія - Словаччина — 2 організації - Словенія - Угорщина — 2 організації - Україна — 2 організації - Фінляндія — 3 організації - Франція — 5 орґанізацій - Хорватія — 2 організації - Чехія — 2 організації - Чорногорія - Швейцарія — 4 організації - Швеція — 5 орґанізацій |

### Океанія
У ФІА представлено 2 країни від Австралії та Океанії:
| - Австралія — 3 організації | - Нова Зеландія — 3 організації |

### Південна Америка
У ФІА представлено 10 країн від Південної Америки:
| - Аргентина - Болівія - Бразилія — 3 організації - Венесуела | - Еквадор - Колумбія - Парагвай | - Перу - Уругвай - Чилі — 2 організації |

### Північна Америка
У ФІА представлено 14 країн від Північної Америки:
| - Барбадос — 2 організації - Гватемала — 2 організації - Домініканська Республіка — 2 організації - Канада — 2 організації | - Коста-Рика - Куба - Мексика — 3 організації - Нікарагуа - Панама | - Пуерто-Рико - Сальвадор - США — 3 організації - Тринідад і Тобаго — 2 організації - Ямайка — 2 організації |

## Найважливіші змагання
Під егідою ФІА відбуваються світові та регіональні чемпіонати практично у всіх дисциплінах автоспорту, до найважливіших таких змагань відносять:
- Чемпіонат світу Формули-1 — FIA Formula One World Championship
- Чемпіонат світу з ралі — FIA World Rally Championship
- Чемпіонат світу з турінгових автоперегонів — FIA World Touring Car Championship
- Чемпіонат Гран Туризмо — FIA GT Championship
- Чемпіонат Європи GT3 — FIA GT3 European Championship
- Чемпіонат світу з картингу — CIK-FIA Karting World Championship
- Кубок Європи з турінгових автоперегонів — FIA European Touring Car Cup
- FIA European Truck Racing Championship
- Кубок світу з ралі-рейдів — FIA World Cup for Cross Country Rallies
- Чемпіонат Європи з драгрейсінгу — FIA European Drag Racing Championship
- Чемпіонат Європи з автокросу — FIA European Autocross Championship
- Чемпіонат Європи з ралі-кросу — FIA European Rallycross Championship
- FIA Alternative Energies Cup
- Чемпіонат Європи з гірських гонок — FIA European Hill Climb Championship
- FIA International Hill Climb Cup
- FIA International Hill-Climb Challenge
- FIA Historic Hill-Climb Championship
- FIA European Historic Sporting Rally Championship
- FIA Trophy for Historic Regularity Rallies
- Кубок Європи з ралі — FIA European Rally Cups
- Чемпіонат Середнього Сходу з ралі — FIA Middle East Rally Championship
- Чемпіонат Африки з ралі — FIA African Rally Championship
- Чемпіонат Азійсько-Тихоокеанського регіону з ралі — FIA Asia Pacific Rally Championship
- Чемпіонат Європи з ралі — FIA European Rally Championship
- FIA Historic Formula One Championship
- FIA Lurani Trophy for Formula Junior Cars